# Doctrine de Malherbe
Pour les articles homonymes, voir Malherbe.
François de Malherbe (1555 - 1628) réalisa au cours du XVIIe siècle une réforme de la langue française, qui l'a rendu, pour certains, populaire et célèbre, et, pour d’autres, tyrannique. Malherbe présenta sans option sa réforme comme seule et unique vérité, et ses disciples défendirent ardemment ses principes auprès de leurs contemporains.

## Repères biographiques

### Sa vie avant la Cour
En l'an 1555, Malherbe naquit en Normandie à Caen. Il grandit rue Belle-Croix dans la maison familiale. Malherbe était issu d'une branche puînée d'une ancienne famille de la noblesse normande. Son père siégeait au présidial de Caen et attendait de son fils aîné qu'il poursuivît dans la même voie.
Mais Malherbe, qui avait d'autres projets en tête, quitta la maison familiale pour la cour en août 1576 pour entrer au service du Grand Prieur, Henri d’Angoulême, fils d’Henri II. Ce dernier, suivi de son secrétaire Malherbe, quitta Paris pour se rendre dans son gouvernement de Provence. Malherbe se maria à Aix le 1er octobre 1581.
À la mort du Grand Prieur en 1586, Malherbe perdit tout. N’ayant plus aucun revenu, il retourna à Caen dans la maison familiale, accompagné de sa famille de Provence. Pendant son séjour, il traduira les œuvres de Sénèque, traductions qui représentent l’essentiel de sa production. Dans cette ville paisible de la Normandie, Malherbe eut le temps de penser à une doctrine. Depuis les années 1575 jusqu’à cette période, il essaya de trouver dans la poésie une méthode systématique, régulière, rationnelle. Pendant cette période il ne composa qu’une œuvre majeure en 1592 : Les Larmes de Saint Pierre, un long poème de pénitence.
En 1595, il retourna à Aix. Malherbe, à partir de ce moment-là, avait déjà élaboré sa doctrine. Il corrigea Sophonisbe de Montchrestien (Malherbe réalisa plusieurs corrections de l’œuvre entre 1596 et 1601). Il se fit remarquer positivement par le roi et par son assistance en dédiant à la reine une ode : La bien-venuë en France, une œuvre qu’il réalisa pour accueillir la nouvelle reine, Marie de Médicis, épouse d’Henri IV et qui lui permit de gagner en influence ; dès lors, on l’admira pour ses qualités de poète. Malherbe enseigna même à la nouvelle génération de poètes (il avait parmi ses disciples Racan et Mainard).

### Son entrée à la Cour de France
À l’âge de cinquante ans (en 1605), Malherbe arriva à Paris. Il n’était ni riche, ni très connu. En effet, sa modeste production littéraire de quinze pièces complètes, n’avait pu le dresser au rang des plus grands. Selon sa doctrine, il savait que ses œuvres de jeunesse, qu'il désavouait pour certaines comme les Larmes de saint Pierre, ne l’aideraient pas à se démarquer.
Lors de ce séjour à Paris, il fréquenta les cercles des érudits et la société des lettrés. Henri IV se souvenant de son nom, Malherbe eut l’occasion de se présenter au roi, tout en lui adressant une œuvre : Priere pour le Roy. Cette œuvre le combla, et le roi le garda à son service en tant qu’écuyer.
Malherbe maintenant installé essaya par tous les moyens de se hisser au-dessus des autres poètes de la Cour : il voulait prouver qu’il était « d’une qualité supérieure ». Il rédigea son Commentaire sur Desportes, qui marqua clairement le début de son combat pour la langue, et sa supériorité face aux autres poètes. Au fil du temps, Malherbe augmenta son prestige à la Cour, et il réussit à éclipser tous ses rivaux. Il écrira des œuvres au roi, et des ballets à la reine.
En 1610, Malherbe occupa une place de premier rang dans la Cour d’Henri IV. Bien qu’il ne fût pas le poète officiel du Roi, Malherbe fut très proche du roi, qui fit de lui son conseiller.
Il mourut en 1628 sous le règne de Louis XIII, survivant à son fils unique.

## La langue française avant la doctrine de Malherbe

### Historique de la langue française auXVIesiècle
C’est au cours du XVIe siècle que François Ier s’installa à Paris. Et sous son règne fut créée l’ordonnance de Villers-Cotterêts (1539), imposant le français dans les tribunaux et non plus le latin ou les langues régionales.
À partir de cette date la France a pour langue officielle le français qui connaît des variantes régionales. De plus, différentes variantes du français coexistaient dans une même région. Ainsi à Paris, la langue française était différente selon les milieux où on la pratiquait (la Cour, le peuple, les magistrats…).
Pendant la Renaissance, la langue française était donc en général bien différente de celle que nous parlons aujourd’hui. Et comme aujourd'hui, elle était en constante mouvance. La puissance culturelle de l’Italie de la Renaissance rayonnait sur cette langue française. Celle-ci va s’italianiser, en ajoutant à son lexique des mots d’origine italienne : 8000 mots emprunts à des termes relatifs à la guerre, l’architecture, la peinture… En plus de l’Italie, le nouveau monde permit d’introduire des mots d’origine espagnole, portugaise et anglaise, et enfin, une nouvelle vague de latinisation vint également enrichir le lexique français.
C’est au XVIe siècle (et à aucune autre époque) que le vocabulaire a été le plus largement modifié. Pour enrichir le vocabulaire il y avait deux méthodes qui pouvaient être utilisées. Premièrement dans les termes scientifiques, techniques, des mots savants ou empruntés aux artisans entraient dans le français. Deuxièmement, des poètes, ceux du groupe de la Pléiade guidés par Joachim Du Bellay (auteur de la Deffense, et Illustration de la Langue Francoyse), en réaction au latin, firent entrer dans le langage poétique, du vocabulaire qu’ils considéraient comme riche : des mots de leur cru, et d’autres mots provenant des dialectes, ou des langues étrangères.
Mais alors que la future langue de Molière s'enrichissait, les professionnels de la plume l’allégeaient de nombreux néologismes, d'archaïsmes, de provincialismes, d'inversions, et d'adjectifs composés. La Cour elle-même de son côté supprima des synonymes, trouvant pédant d’avoir autant de doubles emplois. Cet allégement avait pour but de donner un style direct, que les contemporains préféraient à une répétition qui alourdissait la langue.

### Des idées de réformes déjà pensées
Les réformes de la doctrine de Malherbe n’étaient pas une action novatrice. Quelques groupes de personnes avaient déjà essayé de rénover la langue française. Ce changement, allant dans une volonté d’unification, était dans « l’air du temps ». Dans une France divisée qui avait vécu les tourments des conflits religieux entre les catholiques et les protestants (dont les massacres de la Saint-Barthélemy en 1572), les autorités françaises voulaient unifier le royaume autour d’une même religion et d’une même langue. Par rapport à l’ordonnance de Villers-Cotterêts de 1539, la nouveauté était qu'on imposerait maintenant une langue commune dans tous les milieux, et non plus une série de dialectes français. Cette envie de changement débuta sous la restauration d’Henri IV.
Outre la Cour de France, plusieurs auteurs tentèrent de réformer et d’unifier le français. Il existait trois grandes écoles de pensée, et chacune avait des idées bien précises sur la marche à suivre : la Pléiade usant des néologismes ; les poètes de l’ancienne école (Desportes, Bertaud et du Perron) ; et la nouvelle école organisée autour de Malherbe.
La Pléiade rejetait le latin, et introduisait des mots étrangers ou provenant des dialectes. Ces poètes usaient de néologismes divers.
Les poètes de l’ancienne école se situaient dans la continuité du style de Ronsard. Ils recherchaient une première logique. Ronsard et Desportes, pour ne citer qu'eux, excluaient déjà certains mots et se battaient contre certaines formes du lexique (comme les archaïsmes).
Malherbe qui au début suivait les idées de Ronsard, décida progressivement d'aller dans une tout autre direction. Il lui fallut cinquante ans pour sortir de l’ombre. Il créa, avec ses disciples et le soutien du Roi, la troisième école. Certains auteurs comparent l’avancée de Malherbe avec celle de son prédécesseur Ronsard, en des termes peu élogieux pour ce dernier, situant Ronsard dans la phase « préhistorique », et situant Malherbe dans « l’aurore des temps modernes ».
Il faut également ajouter que l’Académie française, créée dans la continuité des institutions royales gérant la culture, travaillait également dans cette voie, à savoir rendre la langue française pure et éloquente.

## Malherbe et sa doctrine

### Des échos de sa doctrine
Enfin Malherbe vint, et, le premier en France,

Fit sentir dans les vers une juste cadence,

D’un mot mis en sa place enseigna le pouvoir,

Et réduisit la muse aux règles du devoir.

Par ce sage écrivain la langue réparée.

N'offrit plus rien de rude à l'oreille épurée.
Voici les mots du poète Nicolas Boileau qui parla de Malherbe comme d’un précurseur des réformes, des normes et du devoir. Malherbe permit à la langue française de trouver un semblant de pureté.
Selon d’autres mots d’auteurs, comme ceux de la Bruyère : « on fit du style ce qu'on faisait de l’architecture, on abandonna l'ordre gothique que la barbarie avait introduit ». Cette phrase peut être expliquée de la manière suivante : la langue française n’ayant pas d’unité, elle n’avait pas d’ordre, pas de limite, et elle était considérée comme barbare. Puis vint Malherbe, qui figea la forme de la langue française.

### Le français de Malherbe
Bien sûr, Malherbe n’inventa pas une nouvelle langue française, à l’opposé de la Pléiade qui usait de néologismes, Malherbe choisit des idées, des parties dans les différents français existants. Pour ne pas créer de nouveaux mots, il rechercha les plus purs dans ce que le français avait de meilleur à offrir.
Dans la partie historique était abordé le français et son manque d’homogénéité. Il y avait différentes façons de parler français : selon les lieux (Paris, la province…), et selon le milieu social (la Cour, le peuple, le parlement, les savants…). Depuis le XVIe siècle, on reconnaissait la suprématie de Paris, pour ce qui était du parler français correct. Ce langage parisien excluait naturellement tous les régionalismes (qu’employait Desportes), et rejetait les gasconismes apportés à Paris par l'entourage d'Henri IV et de ses descendants. Malherbe suivit cet exemple, mais il ajouta, pour un bon usage de la langue française, celui du langage populaire de Paris. Le parler populaire parisien que recherchait Malherbe était celui de l’usage courant (celui de la vie de tous les jours). Assurément, il voulait que chaque français, quelle que fût sa classe sociale, pût comprendre des textes en prose, ce qui, par conséquent, excluait le français technique, le langage précieux, et les néologismes.
« Malherbe, dit-il, a voulu dire surtout que le peuple ne pouvant atteindre aux subtilités de la langue des beaux esprits, MM. les beaux esprits doivent se mettre à la portée du peuple. Et le mot ainsi entendu se concilie parfaitement avec l’ensemble des idées de Malherbe. »
À ce vocabulaire d’usage parisien, il rajouta encore un français qui était alors très élaboré et construit : celui de la Cour. Il prit soin d’en enlever les archaïsmes et les mots techniques que le palais employait à ce moment.

### La situation de sa doctrine
Sa doctrine s’apparentait à une norme de la langue française. Une régulation, pour empêcher la langue de créer tous les vingt ans de nouveaux mots, ou d’emprunter sans cesse des mots d’origine étrangère. Bref sa doctrine consistait à « mettre le holà » à des changements incessants. En pratique, sa doctrine autorisait la suppression des mots du langage, à limiter le français actuel, et son usage. Les principes que Malherbe recherchait dans sa doctrine étaient : « [la] Correction, [la] clarté, [la] plénitude, [l’] harmonie, [et la] sobriété de la forme ». Sa doctrine portait donc sur le lexique, la grammaire, et l’usage.
Il faut savoir que Malherbe n’a pas écrit d’ouvrage reprenant chaque point de sa doctrine. Effectivement il n’existe pas de manifeste de Malherbe sur le bon usage du français. Ses idées étaient uniquement visibles dans des corrections qu’il réalisait directement dans des œuvres d’autres auteurs. Pour ses corrections, il les exécutait de la sorte, lorsqu’il voyait un passage du texte, un vers, ou une phrase qui ne le convenait pas : il biffait, soulignait ou il réalisait des annotations.
Il est difficile de savoir quand sa doctrine a été créée car Malherbe ne l’a pas réalisée d’un coup. Il a travaillé dessus petit à petit et ce depuis 1575. Quand l'a-t-il finie ? Probablement en 1599, lorsqu’il réalisa la première correction du Sophonisbe de Montchrestien.

### Son commentaire sur Desportes
Pour illustrer sa doctrine employée dans un ouvrage d’auteur, voici la plus virulente critique de Malherbe, symbole de sa rupture et de sa « supériorité » avec les anciens poètes, qui est le Commentaire sur Desportes (un original et deux copies de M. Lalanne existent), ce commentaire a été réalisé sur les Premières œuvres de Desportes (édition de 1600).
Malherbe mit ses commentaires sur chacune des six cents pages de l’œuvre. Sur la page de garde, il ajouta un passage religieux en latin, verset 4, psaume XXVI : « Delectare in Domino et dabit tibi petitiones cordis tui ». Et pour être absolument certain, que personne ne douterait de son travail de correction, Malherbe signa trois fois le livre de Desportes par Fr. Malherbe, tout en le datant : 1606.
Dans le livre, les corrections de Malherbe sont bien visibles : il surligne, souligne, et écrit des commentaires sur l’œuvre. « Il s’est occupé à observer un hiatus, à guetter une mauvaise rime, à corriger une faute de grammaire, à condamner un archaïsme ». Il critique notamment l'emploi d'accords de proximité par Desportes.
Malherbe utilisa un vocabulaire varié pour attaquer son ennemi (Desportes) en des termes souvent peu élogieux : « Tout ce sonnet ne vaut pas un potiron ; toute cette pièce est si niaise et si écolière [qu’elle] ne vaut pas la peine de la censurer ».

### Sa doctrine dans la poésie
«  Il [Malherbe] se fait le défenseur et le promoteur de la poésie classique, rejetant les extravagances et les métaphores trop sophistiquées au profit d’une poésie claire et équilibrée. Cette poésie parle plus à l’intelligence, à la raison qu’au cœur et aux sens. […] Certes, les poèmes de Malherbe sont froids et impersonnels et n’ont plus autant de résonance de nos jours. »
Pour Ronsard, « la poésie devrait être faite pour une élite, par une élite », effectivement pour ce dernier, la poésie était un art supérieur aux autres arts. Malherbe avec son français d’usage parisien empreint d’une partie du parler de la Cour, était opposé à cet aspect. « Pour lui : la doctrine fait plus sans le naturel que le naturel sans la doctrine ». Malherbe pensait que la poésie n’était pas différente de la prose, elle avait juste quelques règles supplémentaires : la mélodie et le rythme. La poésie n’était pas pour une élite, elle employait l’usage courant, et les règles du beau langage devaient être compréhensibles et accessibles à toutes les couches de la population.

#### La structure
Voici deux exemples de construction pris des œuvres de Malherbe avec un vers ou trois vers.
« Le mal est grand, mais pire est le remède. »

« Il faut continuer [b], »

« que j’en doive attendre : [a] »

« Ce fut témérité [b] »

« de l’oser entreprendre, [a] »

« Ce serait lâcheté [b] »

« de ne poursuivre pas ».
Les rimes se trouvent soit en fin de vers ou au milieu. La construction est simple, logique et rythmique.
Lorsque la construction est plus grande : toute la strophe ou la pièce entière est construite de cette façon :
« Je voulu baiser ma Rebelle,[a] »

« Riant elle m’a refusé : [b] »

« Puis soudain sans penser à elle, [a] »

« Toute en pleurs elle m’a baisé, [b] »

« De son deuil vint ma jouissance, [c] »

« Son ris me rendit malheureux. [d] »

« Voilà que c’est, un amoureux. [d] »

« A du bien quand moins il y pense[c] ».
Les rimes sont croisées [a] et [b] ; embrassées [c], et suivies [d]. Ces structures sont encore employées de nos jours. Malherbe rend logique la structure des rimes, mais d’un autre côté il la rend plus difficile avec des rimes plus codifiées qui pouvaient limiter certains auteurs.

#### Le vocabulaire des rimes
Pour l’emploi des rimes Malherbe proscrit l’association des voyelles et des diphtongues : ce sont des rimes qu'il trouvait d’une telle facilité, qu'elles ne méritaient pas d’être utilisées en poésie.
Voici un exemple de rime du Sophonisbe de Montchrestien : « peine-geine, sera changée en inhumaines-peines ». Les rimes homonymes sont également bannies. Il bannit la facilité, mais en codifiant la poésie, il la rend difficile.

#### La poésie fictive
Malherbe ne supportait pas la poésie fictive. « Toute cette chanson est impertinente et pleine d'imaginations qui ne veulent rien dire. »
Plusieurs exemples dans les « premières œuvres » de Desportes attestent que Malherbe trouvait la personnification grotesque.
Il n’aimait pas ce genre hérité du merveilleux moyenâgeux. Lui-même semblait avoir du mal à imaginer et d'autres poètes ont souvent critiqué son manque d’imagination.

#### Sa doctrine et la cohérence
Malherbe aime les constructions sensées chassant dans les œuvres de Desportes l’incohérence et les contradictions.« Aveuglons les jaloux, trompons les plus rusez il [Desportes] lui veut persuader de n'être plus si considérée et de commettre quelque chose au hasard ». Il ne faut pas oublier que Malherbe a créé ses règles pour rendre accessible la littérature à tous. Le texte doit être le plus accessible pour ne pas déconcerter le lecteur. Il doit être compréhensible pour le commun des mortels.

### Sa doctrine dans le style
Malherbe voulait que le style correspondît à ces trois mots : « pureté, clarté, et précision ». Ces trois points lui ont valu le surnom de tyran des syllabes. Chaque mot pour Malherbe ne pouvait être employé que dans un contexte spécifique. C’est le point principal de sa doctrine : rechercher toutes les fautes du mauvais usage dans la langue française.

### Sa doctrine dans le lexique
Pour sa doctrine dans le lexique, Malherbe a scruté de nombreux mots. Il décida d’en enlever et parfois de donner son avis sur l’orthographe ou l’emploi. Il n’a jamais fait aucun ajout.
Lorsque Malherbe montrait que tel ou tel terme était incorrect, certains poètes s’empressaient de ne plus les employer.

#### Les archaïsmes
En ce qui concerne les archaïsmes, de nombreux mots que Malherbe a bannis sont encore en emploi aujourd’hui : « nuisance », « prouesse », « spasme » (terme qui était plus médical qu’archaïque), « fiance » (l’objet de ma confiance).
Ceux qui ne sont plus employés dans le sens premier : « dépendre » (au sens de dépenser), « espanir ».
Ceux dont Malherbe a changé l’orthographe : « encependant » (Malherbe préfère cependant), » finablement » (Malherbe préfère finalement), « jà » (Malherbe préfère « déjà », cet adverbe était employé par les paysans).
Malherbe ne supprimait pas seulement les mots archaïques. Il ne faisait apparemment pas assez de recherches étymologiques pour certains mots qui ne sont pas archaïques, mais techniques (comme c’est le cas de « spasme »). Utilisait-il un des dictionnaires du moment ? Probablement pas, car certains mots attestés, ne plaisaient tout simplement pas à Malherbe. Ainsi, il barrait les mots sans pouvoir affirmer qu’ils étaient bien archaïques. Sa démarche était passablement subjective et sans aucun fondement scientifique.

#### Les néologismes
Malherbe a également combattu tous les néologismes présents dans la langue française. Voici des exemples de néologismes supprimés : « larmoyable », « pourprette ». Les diminutifs étaient très largement employés par la Pléiade. Malherbe les trouvait particulièrement ridicules.
Tous les néologismes n’ont pas été supprimés, c’est le cas de : « printanier » encore en emploi aujourd’hui.
Il y a également des mots composés qui ont disparu de notre vocabulaire : « chevre-corne », « serpen-pieds ». La Pléiade adorait employer ces mots composés.

### La réussite de la doctrine de Malherbe?
De nombreux poètes avaient déjà eu des idées concernant une réforme du français. Et de toutes les réformes proposées, la doctrine de Malherbe fut celle dont on se souvenait (l'attestent les textes de ses successeurs comme Nicolas Boileau, La Bruyère, Vaugelas...). Pourquoi Malherbe fut-il écouté, plus qu’un autre ?
Malherbe a su d’abord développer à son arrivée à la Cour, une entente cordiale avec les dignitaires les plus importants : il a réussi à se rendre indispensable par ses conseils, et par son éloquence. De plus, il était dans les bonnes grâces de la famille royale : il finit par entretenir une amitié avec le roi, et se faire apprécier de la reine. Ensuite, Malherbe a bénéficié du climat de restauration voulu par Henri IV qui manifesta sa volonté de vouloir affirmer son autorité, et ce, à l’instar du français. On pourrait en conclure que Malherbe a donc d’un côté su manœuvrer astucieusement pour avoir le soutien du roi, et de l’autre, il baignait, bien malgré lui, dans ce climat de « conflit », qui était une véritable aubaine pour lui. Mais pourtant, le roi ne lui avait jamais donné son aval, et les pleins pouvoirs, pour qu’il fût son porte-parole de la langue française. Malherbe a su développer son autorité, un charisme, et avoir des disciples, réunis autour de lui de manière sectaire, qui faisaient croître le rayonnement de sa doctrine. De plus, le côté démocratique de sa doctrine simple et accessible à toutes les couches de la population en a probablement séduit plus d’un.
En ce qui concerne les opposants, les anciens amis de Desportes n’avaient plus l’âge et la force de tenir tête à Malherbe, et ceux-ci le laissèrent, lui et sa réforme. Il n’eut que deux grands ennemis qui s’opposèrent à lui : Régnier et Mlle de Gournay qui le trouvèrent extrême dans ses propos. Sa doctrine en poésie enlevait l’âme, l’essence même des poèmes. Assurément, ses constructions scientifiques, systématiques mais quasiment robotiques, rendaient les vers froids et impersonnels. Cependant les actions conjuguées de ces deux là, ne purent mettre un terme à la doctrine déjà en partie acceptée par les contemporains de Malherbe.
De plus, les générations suivantes aimaient cette clarté, cette simplicité qu’il apportait à la langue française : « Vaugelas le vulgarise dans ses Remarques ». Vaugelas, « le greffier de l’usage », se présentait dans ses Remarques comme l'héritier de Malherbe. Il fut également aidé par « l’Académie française [qui] en garantit autorité ». Plusieurs auteurs ont reconnu sa réforme comme un bienfait, c’est lui dont l’histoire a voulu se souvenir comme le premier réformateur de la langue française.

## Conclusion
Malherbe, un poète quasiment inconnu jusqu’à ses cinquante ans, a révolutionné la langue française. Un homme qui se croyait supérieur aux autres poètes, et qui de sa propre initiative a créé une doctrine. Un personnage qui pour certains était populaire, ceux-là, ont tenu compte de ses réformes, comme Montchrestien, qui publia sa première tragédie en 1596 : Sophonisbe. Les opposants de Malherbe le trouvaient tyrannique, il a rendu la poésie impersonnelle et froide.
Mais en somme, l’histoire se souvient de Malherbe comme d’un réformateur, un homme nécessaire, qui remit de l’ordre dans le français. Depuis son passage la langue française n’a plus été aussi transformée. Sa doctrine créée tout au long de sa vie et mise en application à sa maturité, a révolutionné la langue française. Un homme qui apporta de la clarté, de la cohésion, de la pureté dans une langue française qui, morcelée, en avait bien besoin.

### Monographies
- Ferdinand Brunot, La doctrine de Malherbe d’après son commentaire sur Desportes, Paris, G. Masson, 1891 (lire en ligne).
- Arsène Cahour, Bibliothèque critique des poètes français, vol. III, Paris, Charles Douniol, 1863 (lire en ligne)
- René Fromilhague, La Vie de Malherbe : apprentissages et luttes (1555-1610), Paris, A. Collin, 1954.
- Pierre Deshusses et al., La Littérature française au fil des siècles, vol. I, Paris, Bordas, 1994

### Périodiques
- (en) « Origin and Progress of the French Language », The North American Review, vol. XXXII, no 71,‎ avril 1831 (lire en ligne).
- Claude Faisant, « Lieux communs de la critique classique et post-classique », Études françaises, vol. XIII, nos 1-2,‎ 1977, p. 143-162 (DOI 10.7202/036648ar).
- Marc Fumaroli, « L'apologétique de la langue française classique », Rhetorica: A Journal of the History of Rhetoric, vol. II, no 2,‎ 1984, p. 139-161 (lire en ligne).
- Raymond Lebègue, « Malherbe correcteur de tragédie et de discours français », Comptes-rendus des séances de l'Académie des Inscriptions et Belles-Lettres, no 4,‎ 1932, p. 382-384 (DOI 10.3406/crai.1932.76259).
- Raymond Lebègue, « L'évolution de la forme poétique en France à la fin de la Renaissance », Comptes-rendus des séances de l'Académie des Inscriptions et Belles-Lettres, no 3,‎ 1944, p. 397-405 (DOI 10.3406/crai.1944.77789).
- Daniel Ménager, « La rime en France de la Pléiade à Malherbe », Études littéraires, vol. XX, no 2,‎ 1987, p. 27-42 (DOI 10.7202/500801ar).
- Hélène Merlin, « Langue et souveraineté en France au XVIIe siècle : La production autonome d'un corps de langage », Annales : histoire, sciences sociales, no 2,‎ 1994, p. 369-394 (DOI 10.3406/ahess.1994.279265).
- Colette Teissier, « Malherbe lecteur de Desportes », Bulletin de l'Association d'étude sur l'humanisme, la réforme et la renaissance, no 19,‎ 1984, p. 38-47 (DOI 10.3406/rhren.1984.1435).
- Éliane Viennot, Non, le masculin ne l'emporte pas sur le féminin ! : petite histoire des résistances de la langue française, Donnemarie-Dontilly, Éditions iXe, 2014, 118 p. (ISBN 979-10-90062-20-7)